# NGC 2644
NGC 2644 é uma galáxia espiral (Sc) localizada na direcção da constelação de Hydra. Possui uma declinação de +04° 58' 51" e uma ascensão recta de 8 horas, 41 minutos e 32,0 segundos.
A galáxia NGC 2644 foi descoberta em 6 de Fevereiro de 1877 por Édouard Jean-Marie Stephan.